# Cossengrün
Cossengrün ist ein Ort des Ortsteils Cossengrün/Hohndorf/Schönbach der Stadt Greiz im Landkreis Greiz in Thüringen.

## Lage
Cossengrün befindet sich östlich der Bundesstraße 92 von Plauen nach Gera, 5 km südlich von Elsterberg. Die Gemarkung des Dorfes liegt im auslaufenden Thüringer Schiefergebirge und ist an drei Seiten von der thüringisch-sächsischen Grenze eingefasst. Durch Cossengrün verläuft der Elster-Radweg.

## Geschichte
Am 21. Juni 1394 wurde der Ort erstmals urkundlich erwähnt als „Kositzgrune“, ein slawisch-deutscher Mischname, der als Rodesiedlung Kosik zu deuten ist.
1479 wurde das Rittergut Kostengrün erwähnt, das später zum Kammergut der Grafen Reuß ältere Linie wurde.
Im Jahr 1597 wurde der gutseigene Steinbruch erwähnt. 1715 erhielt das Dorf das Marktrecht. Cossengrün hatte im Jahr 1864 79 Häuser, in denen 635 Menschen wohnten. Bei einem im Jahr 1928 erfolgten Gebietsaustausch und einer Grenzbereinigung zwischen dem Freistaat Sachsen und dem Land Thüringen wurden dem Ort Cossengrün die bei Thüringen verbliebenen Flurstücke 98 bis 106 des nach Sachsen abgetretenen Orts Görschnitz (thür. Anteil) angegliedert.
Im Ort haben sich 25 Gewerbebetriebe und ein Künstler angesiedelt. Am 1. Juli 1999 entstand durch den Zusammenschluss von Cossengrün, Pöllwitz, Bernsgrün, Arnsgrün, Hohndorf und Schönbach die Gemeinde Vogtländisches Oberland. Mit Auflösung der Gemeinde Vogtländisches Oberland wurde Cossengrün am 31. Dezember 2012 in die Stadt Greiz eingegliedert.

## Persönlichkeiten
- Otto Engau (1848–1925), Ingenieur, Gastwirt, Erschaffer des Bismarck - Ehrengartens
- Dietrich Geyer (1928–2023), Historiker
- Uwe Klos (* 1959), Bildender Künstler